# انریکو گروتسو
انریکو گَروتسو متولد ۱۵ خرداد ۱۳۶۸ ((۵ ژوئن ۱۹۸۹) در کاتانیا سیسیل، یک شمشیرباز اهل ایتالیا در اسلحه اپه و برادر بزرگتر دنیله گروتسو قهرمان مسابقات انفرادی اسلحه فلوره در المپیک تابستانی ۲۰۱۶ است. نشان برنز مسابقات جایزه بزرگ در سال ۲۰۱۴ از جمله افتخارات اوست.